# عزلة بني المصنف (ذمار)
عزلة بني المصنف هي إحدى عزل  مديرية عتمة في محافظة ذمار اليمنية. بلغ تعداد سكانها 798 نسمة حسب التعداد السكاني في اليمن لعام 2004.

## روابط خارجية
- الجهاز المركزي للإحصاء بالجمهورية اليمنية
- المركز الوطني للمعلومات باليمن
- World Gazetteer:Yemen
- الدليل الشامل